# 陳希文
陳希文（1529年—？），字宗周，浙江杭州府錢塘縣人，匠籍，明朝政治人物。

## 生平
嘉靖二十八年（1549年）己酉科浙江鄉試第八十七名舉人，四十一年（1562年）中式壬戌科會試第五十九名，三甲第一百三十三名進士。授福建甌寧縣知縣，擢工部主事，萬曆五年（1577年）正月升河南僉事。

## 家族
曾祖陳景福；祖父陳震；父陳堯卿，母馬氏。具慶下。弟陳希武。